# BAe Sea Skua
Il Sea Skua, della BAe (British Aerospace) è un missile antinave leggero, con una gittata di 15–20 km, traiettoria radente alla superficie marina, testata di guida radar semiattiva. Praticamente è una sorta di parente dello Sparrow, con una vocazione antinave e una velocità subsonica di oltre 0,8 Mach. Il missile pesa 135 kg e un Westland Lynx ne può trasportare quattro; usato nella Guerra delle Falklands e in Desert Storm, ha ottenuto moltissimi centri su piccole navi.

## Utilizzatori
- Regno Unito
- Brasile
- Germania
- Malaysia
- Kuwait
- Corea sud
- India